# TRAPPIST-1i
TRAPPIST-1iとは、恒星 TRAPPIST-1 の周囲を公転している可能性がある、太陽系外惑星候補である。

## 概要
赤色矮星であるTRAPPIST-1には、7つの惑星が発見されていたが、2018年7月27日、8番目の未知の惑星（TRAPPIST-1i）が存在する可能性があるという論文がarXivに投稿された。TRAPPIST-1iの公転周期は25.345日または28.699日とされている。これは、TRAPPIST-1の既に存在が確認されている7つの惑星よりも外側を公転していることになる。
2019年3月15日に公開された論文では、TRAPPIST-1系においてTRAPPIST-1bより内側に1つ、TRAPPIST-1hの外側にいくつかの未知の惑星が存在する可能性が示された。ここでは、公転周期が27.3日、軌道長半径が0.07649天文単位の惑星の存在が示されており、これはTRAPPIST-1iの2018年に予測された公転周期と非常に類似している。